# الماس دلاویر
الماس دلاویر یک ستاره است که در صورت فلکی خرس بزرگ قرار دارد.